# Gynoplistia (Gynoplistia) magnifica
Gynoplistia (Gynoplistia) magnifica is een tweevleugelige uit de familie steltmuggen (Limoniidae). De soort komt voor in het Australaziatisch gebied.